# Diecezja wersalska
Diecezja wersalska (fr. Diocèse de Versailles, łac. Dioecesis Versaliensis) – diecezja Kościoła rzymskokatolickiego we Francji, w metropolii paryskiej. Została erygowana 29 listopada 1801 roku. Obecny kształt terytorialny uzyskała w 1966, kiedy to zwiększono liczbę diecezji w aglomeracji paryskiej z trzech do ośmiu. Jej obecne granice obejmują większość obszaru świeckiego departamentu Yvelines. Siedzibą biskupów jest stolica departamentu, Wersal.